# Oliver Arblaster
Oliver Luke Arblaster (Sheffield, 5 maggio 2004) è un calciatore inglese, centrocampista dello Sheffield Utd.

## Carriera

### Club
Cresciuto calcisticamente nello Sheffield Utd, debutta in prima squadra l'11 agosto 2022 nella partita di Coppa di Lega inglese persa 1-0 contro il West Bromwich.

### Nazionale
Ha giocato nelle nazionali giovanili inglesi Under-18 ed Under-20.